# Josef Ternström
Carl Josef Ternström, född 4 december 1888 i Gävle församling, Gävleborgs län, död 2 maj 1953 i Gävle Heliga Trefaldighets församling, Gävleborgs län, var en svensk idrottsman (långdistanslöpare). Han tävlade för Gefle IF och vann SM-guld i terränglöpning 8 km år 1914. 
Vid OS i Stockholm 1912 deltog han i det svenska laget som vann guldmedalj i terränglöpning (de andra var Hjalmar Andersson och John Eke). Han kom även femma i terränglöpning individuellt.